# Groupe NGC 4760
Le groupe de NGC 4760 comprend au moins quatre galaxies situées dans la constellation de la Vierge. La distance moyenne entre ce groupe et la Voie lactée est d'environ 73,6 Mpc (∼240 millions d'al). 

## Membres
Le tableau ci-dessous liste les quatre galaxies du groupe indiquées dans l'article de A.M. Garcia paru en 1993. À ces quatre galaxies, il faut ajouter PGC 43465, car elle forme un triplet avec NGC 4716 et NGC 4717,.
| Nom          | Class.       | Type           | α (J2000.0)   | δ (J2000.0)  | Vitesse radiale (km/s) | m               | Distance (Mpc) | Diamètre (kal) |
| ------------ | ------------ | -------------- | ------------- | ------------ | ---------------------- | --------------- | -------------- | -------------- |
| NGC 4716     | SAB(rs)0-?   | Lenticulaire   | 12h 50m 33.1s | -09° 27′ 04″ | 4473 ± 75              | 12,9            | 71,0 ± 5,1     | 71             |
| NGC 4717     | SB(rs)a pec? | Spirale barrée | 12h 50m 34.4s | -09° 27′ 47″ | 4674 ± 18              | 14,2            | 73,9 ± 5,2     | 102            |
| NGC 4760     | E0?          | Elliptique     | 12h 53m 07.2s | -10° 29′ 39″ | 4762 ± 17              | 11,4            | 75,2 ± 5,3     | 130            |
| MCG -1-33-17 | Sb?          | Spirale        | 12h 49m 33.1s | -09° 44′ 27″ | 4675 ± 10              | 12,28           | 73,9 ± 5,2     | 74             |
| PGC 43465    | Sd pec       | Spirale        | 12h 50m 34.6s | -09° 31′ 11″ | 4695 ± 6               | 12,353 ± 0,062A | 74,2 ± 5,2     | 92             |

- ADans l'infrarouge proche.

Le site DeepskyLog permet de trouver aisément les constellations des galaxies mentionnées dans ce tableau ou si elles ne s'y trouvent pas, l'outil du site constellation permet de le faire à l'aide des coordonnées de la galaxie. Sauf indication contraire, les données proviennent du site NASA/IPAC. 